# Дорошенко Яна Олександрівна
Яна Олександрівна Дорошенко (Yana Azimova; 5 липня 1994, Чернігів, Україна) — азербайджанська волейболістка українського походження, пасуючий. Гравчиня національної збірної. Учасниця чемпіонату світу 2018 року і двох першостей Європи.

## Із біографії
Вихованка Київського обласного ліцею-інтернату фізичної культури і спорту. У складі команди КОЛІФКСу здобула срібну медаль чемпіонату України 2010 року серед дівчат. У сезоні 2011/2012 виступала за команду «Стортліцей» з Білої Церкви.
У 2011-2012 роках захищала кольори юніорської збірної України.Зокрема, брала участь у відбірковому турнірі чемпіонату Європи. У Словенії українки виграли три матчі з чотирьох і здобули путівку до фінальної частини континентальної першості.
У складі національної збірної Азербайджану виступала на світовій першості 2018 року і двох чемпіонатах Європи (2019, 2021).

## Клуби
| Роки      | Команди                    |
| --------- | -------------------------- |
| 2011—2012 | «Спортліцей» (Біла Церква) |
| 2013—2015 | «Телеком» (Баку)           |
| 2014—2015 | «Рабіта» (Баку)            |
| 2015—2016 | «Локомотив» (Баку)         |
| 2016—2017 | «Телеком-Рабіта» (Баку)    |
| 2017—2018 | «Абшерон»                  |
| 2018—2019 | «Азеррейл» (Баку)          |
| 2019—2020 | «Mübariz SK» (Баку)        |
| 2020—2022 | «Маккабі» (Хадера)         |
| 2022—2023 | «Маккабі» (Тель-Авів)      |
| 2023—     | «Хапоель» (Реховот)        |

## Статистика
Статистика виступів у збірній на чемпіонатах світу і Європи:
| Рік    | Турнір           | Ігри | Сети | Очки | Ср.  | Місце | Примітки |
| ------ | ---------------- | ---- | ---- | ---- | ---- | ----- | -------- |
| 2018   | Чемпіонат світу  | 9    | 23   | 5    | ,    |       |          |
| 2019   | Чемпіонат Європи | 5    | 11   | 2    | 0,18 |       |          |
| 2021   | Чемпіонат Європи | 5    | 8    | 1    | 0,12 |       |          |
| Всього | Всього           |      |      |      | ,    |       |          |